# Benoît-Marie Langénieux

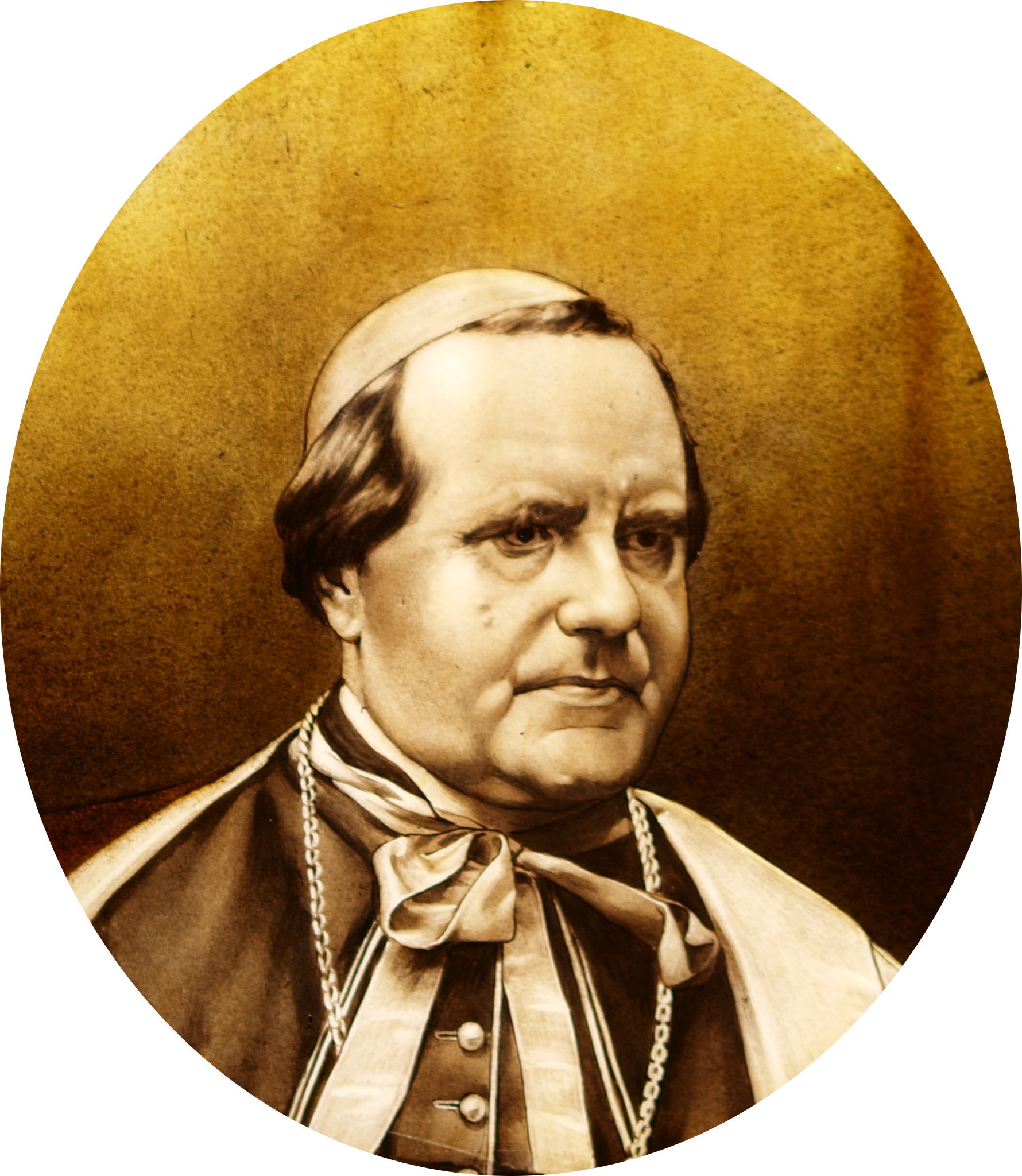
Benoît-Marie Kardinal Langénieux (um 1895)

Kardinalswappen

Benoît-Marie Kardinal Langénieux (* 15./16. Oktober 1824 in Villefranche-sur-Saône; † 1. Januar 1905 in Reims) war ein französischer Geistlicher, Erzbischof von Reims und Kardinal der Römischen Kirche.

## Leben

### Frühe Jahre
Benoît-Marie Langénieux stammte aus einer kleinbürgerlichen Familie. Als er acht Jahre alt war, zog er mit seiner Familie nach Paris, dort starb kurz darauf der Vater.
Langénieux besuchte zunächst das Kleine Seminar von Saint-Nicolas du Chardonnet in Paris, wo die späteren Kardinäle Charles Martial Lavigerie und Joseph Alfred Foulon seine Mitschüler waren. Von 1846 bis 1857 war er Präzeptor in Saint-Servant (Bretagne). Im Oktober 1847 trat er in das Seminar von Saint-Sulpice in Paris ein, um dort Theologie zu studieren. Am 25. Mai 1850 empfing er die Diakonenweihe und wurde in den Klerus der Erzdiözese Paris inkardiniert. Als Vikar von St-Roch setzte er sein Theologiestudium an der Sorbonne fort und erlangte dort den Baccalaureusgrad.

### Kirchliche Laufbahn

#### Priester
Am 21. Dezember 1850 empfing er durch Marie Dominique Auguste Sibour, den Erzbischof von Paris, in der Kathedrale Notre-Dame de Paris das Sakrament der Priesterweihe. In Paris war er von 1850 bis 1873 weiterhin Vikar der Pfarrei Saint-Roch in Paris, am 1. November 1863 Vizepromotor und später Promotor der erzbischöflichen Kurie. Am 15. März 1863 wurde er zum Pfarrer der großen Gemeinde Saint-Ambroise ernannt und am 29. Januar 1868 wurde er Pfarrer von Saint-Augustine, wo er sich als herausragender Prediger auszeichnete. Auf Wunsch von Kaiser Napoleon III. hielt er die Fastenpredigten 1870 in der Hofkapelle der Tuilerien. Archidiakon des Metropolitankapitels und Generalvikar wurde er am 28. November 1871. Die französische Regierung schlug ihn am 24. Juli 1873 für den Bischofssitz von Tarbes vor, ungeachtet der starken Bedenken, die der Apostolische Nuntius Flavio Chigi geäußert hatte.

#### Bischof
Am 25. Juli 1873 wurde Benoît-Marie Langénieux zum Bischof von Tarbes gewählt. Die Bischofsweihe spendete ihm am 28. Oktober 1873 in der Kathedrale Notre Dame in Paris Joseph Hippolyte Guibert, der Erzbischof von Paris, Mitkonsekratoren waren Frédéric de Marguerye, vormals Bischof von Autun, und Jacques Jeancard, Titularbischof von Ceramus. Als Leitspruch wählte Langénieux: “Vivat in me Christus” (Gal 2,20 , deutsch: „Christus lebt in mir“).
Am 17. November 1874 wurde er durch den Präsidenten der Republik Frankreich, Patrice de Mac-Mahon, Herzog von Magenta, für den erzbischöflichen Stuhl von Reims vorgeschlagen und am 21. Dezember 1874 zum Erzbischof von Reims ernannt. Am 19. Februar 1875 wurde Langénieux Päpstlicher Thronassistent.

#### Kardinal

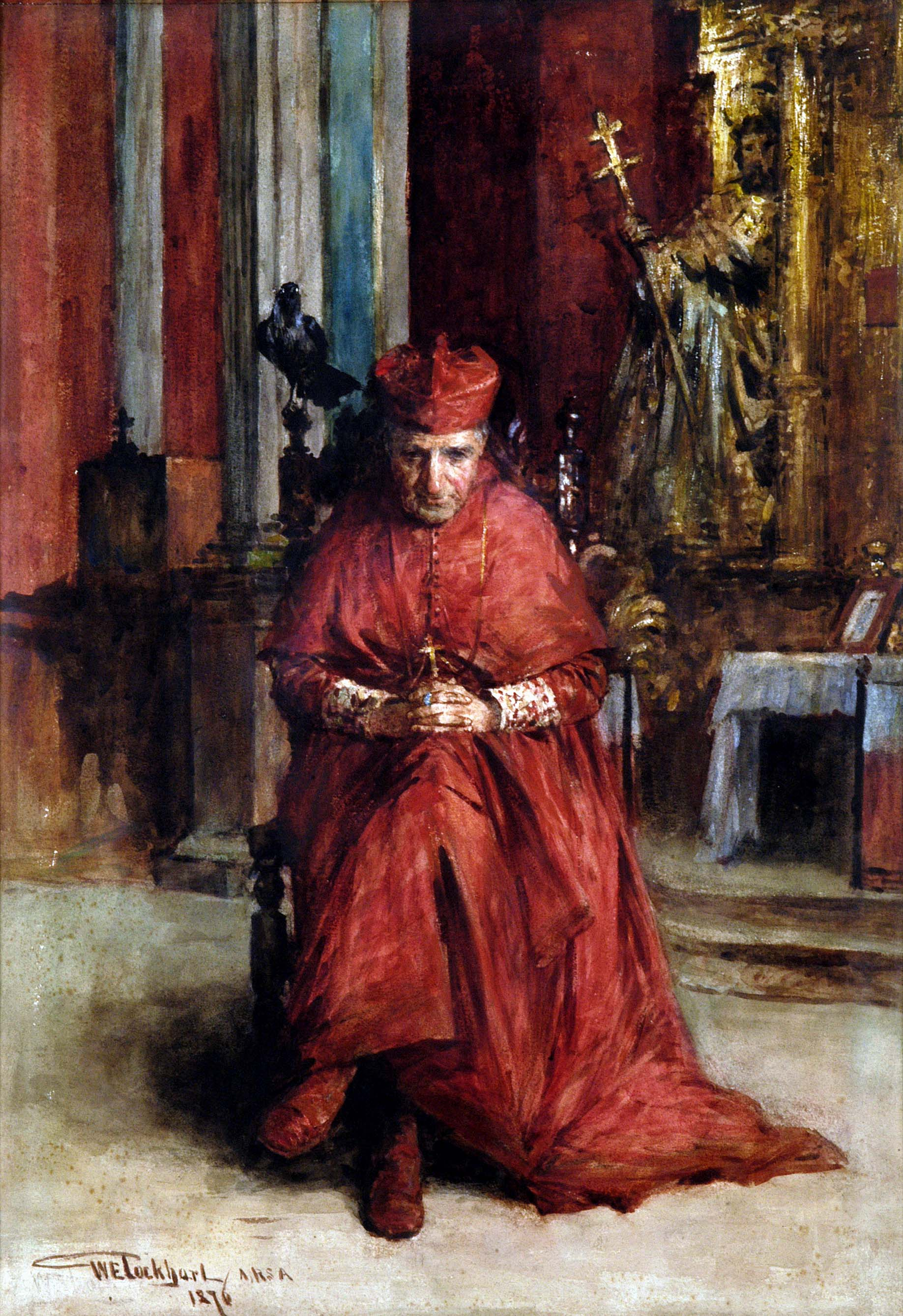
Benoît-Marie Langénieux als Kardinal; Porträt von William Ewart Lockhart.

Im Konsistorium vom 7. Juni 1886 kreierte Papst Leo XIII. Langénieux zum Kardinal. Den Kardinalshut erhielt er am 17. März 1887, zugleich wurde ihm als Titelkirche San Giovanni a Porta Latina zugewiesen.
Langénieux war ein enger Vertrauter des Papstes Leo XIII., der ihn regelmäßig zu den Angelegenheiten der römisch-katholischen Kirche in Frankreich konsultierte. Er nahm am Konklave 1903 teil, bei dem Papst Pius X. gewählt wurde.

### Tod
Langénieux starb am Neujahrstag 1905 in seiner Bischofsstadt Reims und wurde in der dortigen Kathedrale beigesetzt.

## Wirkung
Als Erzbischof von Reims förderte Langénieux die Bestrebungen zur Selig- und Heiligsprechung von Jeanne d’Arc und unterstützte dies 1885 durch eine sprachgewandte Lobrede auf die „Jungfrau von Orléans“.
Nach seiner Erhebung zum Kardinal wurde er oft als Cardinal des ouvriers (Kardinal der Arbeiter) bezeichnet.

## Werke
- Déclaration des Cardinaux et exposé de la situation faite à l'église de France (1892)
- Lettre au Président de la République (1904)